# 鞍掛山 (愛知県)
鞍掛山（くらかけやま）とは、愛知県北設楽郡設楽町にある山である。標高882.6m。

## 概要
設楽町清崎地区や新城市四谷地区から登山道があり、短時間での登頂が可能である。清崎地区からの登山道には途中高さ50mの岩壁（障子岩）が間近に見られる。「びわくぼ峠」（標高720m程度）に出たのち稜線を南西方向に登ることになる。一方四谷地区からの登山道には、戦国時代に武田信玄と徳川家康の抗争の舞台となった「かしやげ峠」がある。
山頂付近はデイサイトからなるが風化が進み、周辺（とくに山体の北側）は崖崩れが多い。チゴユリ、ハナイカダ、ナベワリが自生する。またモミ、ツガ、ナラ、クリ、シデ、ヤマザクラなど多様な樹木が見られる。
東海自然歩道の中にあり、北東方向にある岩古谷山への登山道もある。鞍掛山と岩古谷山の標高差は小さいものの、両山を結ぶ稜線は崩壊が激しく御殿岩などの大きな岩や鞍部が多数ある。そのため遠目には鋸状に見える。一方南方向には、仏坂トンネルを跨いで宇連山への道がある。